# Укіт-Кан-Леєк-Ток'
Укіт-Кан-Леєк-Ток' (д/н — бл. 806) — ахав (цар) царства Талол з бл. 770 до бл. 806 року.

## Життєпис
Походив зі жрецького роду з місцини Маночо'м. Син ах-кууля 9жерця) Укіт-Акана. Його мати була зі царського роду. На основі рештки елементу, що позначав її титул, — ho' — дослідниками зроблено висновок, що вона походила з царства Ік'або' зі столицею в Кобі.
Невідомо за яких обставин Укіт-Кан-Леєк-Ток' став ахавом. У день 9.16.19.3.12, 11 Еб 10 Соц '(7 квітня 770 року) бац 'ама (головний на помості))Чак-Хутуу-Кан-Ек', що представляв північного калоомте (за однієї з версій володаря Емаля), прибув до Ек-Балама, поставивши Укіт-Кан-Леєк-Ток'а там ахавом. При цьому він тоді ще не мав титулу священного царя (к'ухуль ахава). Наприкінці травня того року ахав Ек-Балам організував якісь обряди на честь бога Чан-К'у-Хуун-Бах-Пата.
Задля піднесення авторитету нової династії Укіт-Кан-Леєк-Ток' розпочав велику розбудову столиці, яка тривала протягом 775—802 років. Було зведено низку споруд, що утворили центральну частину «Акрополя» Ек-Балама з його стукковим декором. Заключним творінням цього володаря стали розкішні сходи, прикрашені рельєфами з написами, які вказують на підвищення політичного статусу царя: в них він названий калоомте і священним Талолським володарем.
Ймовірно разом з будівельною діяльністю здійснювалися походи проти сусідніх держав, а також на підтримку свого сюзерена. Відомо про союзницькі або васальні стосунки з царством Баах (столиця — Ічмуль-де-Морлі).
Останньою прижиттєвою пам'яткою Укіт-Кан-Леєк-Ток'а є текст з датою, яка відповідає січню 806 року, що розповідає про гру в м'яч. Вважається, що цей ахав помер незабаром після цього. Його поховано в одному з приміщень палацу Сак-Шок-Наах («Білий Світлиця Шанування») в західній частині побудованого ним «Акрополя». Це поховання є одним з найпишніших на Юкатані. Владу успадкував його син К'ан-Боб'-Ток'.